# 1,2-diclorobenzene
L'1,2-diclorobenzene (o o-diclorobenzene) è un alogenuro arilico derivato dal benzene.
A temperatura ambiente si presenta come un liquido incolore dall'odore di naftalina. È un composto nocivo, irritante, pericoloso per l'ambiente.

## Reazione di formazione
Il benzene reagisce dando sostituzioni elettrofile. Esso prima subisce una reazione con Cl2 dando il clorobenzene grazie alla sostituzione di un idrogeno con un atomo di Cl e successivamente con una reazione simile dà il diclorobenzene.
Essendo ilcloro nel clorobenzene un disattivante, ma orto- e para-orientante, sarà favorita la formazione dell'1,2-diclorobenzene o del 1,4-diclorobenzene rispetto alla formazione di 1,3-diclorobenzene.

## Aromaticità del benzene
L'esistenza di un solo 1,2-diclorobenzene è stata una delle prove per comprendere l'aromaticità del benzene.
Di fatto se la carica non fosse stata delocalizzata e se di conseguenza il benzene avesse avuto 3 legami semplici alternati a 3 legami doppi fissi nell'anello, allora si sarebbe avuta l'esistenza di due differenti 1,2-diclorobenzeni dato che il cloro si sarebbe potuto legare sia nelle posizioni dove fossero stati i doppi legami sia in quelle dei legami semplici.